# Folke Bengtsson
Folke "Totte" Bengtsson, född 24 april 1944, är en svensk före detta ishockeyspelare.
Folke "Totte" Bengtsson slog igenom i turneringen TV-pucken i den så kallade TV-kedjan med Lennart Lange och Lars "Nubben" Andersson. Han landslagsdebuterade som 18-åring och var nära proffspel i New York Rangers samtidigt som Ulf Sterner skrev på sitt proffskontrakt. 
Folke "Totte" Bengtsson är kusin med tidigare förbundskaptenen i Sveriges herrlandslag i ishockey Bengt "Fisken" Ohlson.

## Meriter
- SM-guld 1969
- OS-fyra 1968
- VM-silver 1967
- VM-fyra 1966
- Årets Junior Trophy 1963
- TV-puckens bästa forward 1960

## Klubbar
- Leksands IF 1961-1969
- Djurgårdens IF 1969-1976
- Trångsunds IF 1976-1977